# منوسة
منوسة زعيم بربري مسلم، حكم شرطانية في السنوات الأولى التي تلت غزو المسلمين لأيبيريا. تقول بعض المصادر أنه اسمه عثمان بن نيساء أو عثمان بن أبي نسعة الخثعمي الذي ولي إمارة الأندلس، وقد يكون اسم «منوسة» (Munuza) تحريفاً نصرانياً للقب «نسعة» العربي.
ثار منوسة على والي الأندلس عنبسة بن سحيم الكلبي، وتحالف مع أودو دوق أقطانيا، وتزوج من ابنته. واستمر على تمرده إلى أن أخضعته حملة وجهها الوالي عبد الرحمن الغافقي بقيادة قائد بربري آخر يدعى ابن زيان، أسفرت تلك الحملة عن مقتل منوسة وسبي زوجته ابنة أودو.